# The Secret of NIMH
The Secret of NIMH és una pel·lícula d'animació de fantasia i d'aventures estatunidenca del 1982 dirigida per Don Bluth en el seu debut com a director i basada en la novel·la infantil de Robert C. O'Brien de 1971, Mrs. Frisby and the Rats of NIMH. La pel·lícula compta amb les veus d'Elizabeth Hartman, Peter Strauss, Arthur Malet, Dom DeLuise, John Carradine, Derek Jacobi, Hermione Baddeley i Paul Shenar. Va ser produïda per la productora de Bluth Don Bluth Productions en associació amb Aurora Productions.
The Secret of NIMH va ser llançada als Estats Units el 2 de juliol de 1982 per MGM/UA Entertainment Co. sota el segell United Artists. Va ser elogiat pels crítics per la seva animació elegant i acuradament detallada, personatges convincents i trama profunda i madura, i va guanyar un Premi Saturn a la millor pel·lícula d'animació de 1982. Tot i que només va tenir un èxit moderat a taquilla, va resultar un sòlid benefici a través del vídeo domèstic i els llançaments a l'estranger. Va ser seguida el 1998 per una seqüela directa a vídeo, The Secret of NIMH 2: Timmy to the Rescue, que es va fer sense la implicació ni l'aportació de Bluth i va tenir una recepció pobew. L'any 2015, es va informar que un remake d'imatge real/animació per ordinador estava en marxa. Fox Corporation també està desenvolupant una sèrie de televisió.

## Argument
Mrs. Brisby, un ratolí de camp vídua, viu en un bloc de ciment amb els seus fills a la granja dels Fitzgibbons. Brisby desitja traslladar la seva família fora del camp a mesura que s'acosta l'hora de llaurar, però el seu fill Timothy ha caigut malalt.
Brisby visita el Sr. Ages, un amic del seu difunt marit, Jonathan. Ages diagnostica la malaltia com a pneumònia, li proporciona medicaments a Brisby i li adverteix que en Timothy s'ha de quedar a dins almenys tres setmanes o podria morir. De camí a casa, Brisby fa amistat amb Jeremy, un corb maldestre però simpàtic. Tots dos escapen per poc del gat dels Fitzgibbons, Dragon. L'endemà al matí, Brisby descobreix que el granger Fitzgibbons ha començat a llaurar d'hora. Tot i que la seva veïna Tia Shrew l'ajuda a desactivar el seu tractor, Brisby sap que ha d'executar un altre pla. Jeremy la porta a conèixer el Gran Mussol, que li diu que visiti una colònia de rates que viuen sota un roser de la granja i demani els serveis de Nicodem, el seu savi i místic líder.
Brisby entra al roser i es troba amb una rata de guàrdia agressiva anomenada Brutus, que la persegueix. Ella torna a ser conduïda per Ages, i la sorprèn veure que les rates fan servir l'electricitat i altres tecnologies. Brisby coneix en Justin, l'amic capità de la guàrdia; Jenner, una rata despietada i amb fam de poder oposada a Nicodem; i finalment el mateix Nicodem.
De Nicodem, s'assabenta que fa molts anys les rates, juntament amb el seu marit i Ages, van formar part d'una sèrie d'experiments a l'Institut Nacional de Salut Mental (NIMH per abreujar). Els experiments van augmentar la seva intel·ligència, permetent-los escapar, així com allargar la seva vida útil i alentir els seus processos d'envelliment. Tanmateix, no poden viure com ho farien les rates típiques i necessiten tecnologia humana per sobreviure, cosa que només han aconseguit robant. Nicodemus ha autoritzat un pla perquè les rates abandonin la granja i visquin de manera independent en una zona a la qual es refereixen com a Thorn Valley.
Nicodemus li dona a Brisby un amulet màgic que s'activarà quan el portador sigui valent. A causa de la relació de les rates amb Jonathan, accepten ajudar-la a traslladar-la a casa. Primer, han de drogar Dragon perquè es pugui fer amb seguretat. Només Brisby pot fer-ho, ja que les rates no poden entrar pel forat que porta a la casa; rn Jonathan va ser assassinat per Dragon en un intent anterior, mentre que l'Ages es va trencar la cama en un altre. Aquella nit, posa la droga al plat de Dragon, però el fill dels Fitzgibbons, Billy, l'atrapa. Mentre està atrapada en una gàbia d'ocells, escolta una conversa telefònica entre el granger Fitzgibbons i el personal del NIMH i s'assabenta que l'institut té la intenció d'exterminar les rates al matí. Aleshores, Brisby s'escapa de la gàbia i fuig per avisar-los.
A mesura que s'acosta una tempesta de pluja, les rates comencen a moure Brisby a casa, amb els nens i la tia Shrew a dins, utilitzant un sistema de corda i politja. Jenner, que desitja que les rates es quedin al roser, saboteja l'assemblea amb el seu còmplice reticent Sullivan, fent que es desfaci i aixafi Nicodem fins a la mort. Brisby arriba aviat per avisar les rates sobre l'arribada del NIMH, però Jenner l'ataca i intenta robar l'amulet. Sullivan alerta en Justin, que ve en ajuda de Brisby. Jenner fereix mortalment Sullivan, però és ferit per Justin en una lluita amb espases. Mentre Jenner intenta atacar Justin per darrere, el moribund Sullivan li llança una daga a l'esquena, matant-lo. La casa de Brisby comença a enfonsar-se en un bassal de fang i Brisby i les rates no poden aixecar-la. La voluntat de Brisby de salvar la seva família dona poder a l'amulet, que fa servir per aixecar la casa i traslladar-la a un lloc segur. L'endemà al matí, les rates, amb Justin com a nou líder, han marxat cap a Thorn Valley mentre Timothy comença a recuperar-se. En Jeremy aviat coneix una femella de corb que és tan maldestre com ell, i s'enamoren.

## Repartiment de veu
- Elizabeth Hartman com a Sra. Brisby
- Dom DeLuise com a Jeremy
- Peter Strauss com a Justin
- Arthur Malet com el Sr. Ages
- Derek Jacobi com a Nicodem
- Paul Shenar com a Jenner
- John Carradine com el gran mussol
- Hermione Baddeley com a tia Shrew
- Aldo Ray com a Sullivan
- Shannen Doherty com a Teresa Brisby
- Wil Wheaton com a Martin Brisby
- Ina Fried[b] com a Timothy Brisby
- Jodi Hicks com Cynthia Brisby
- Edie McClurg com Miss Right
- Tom Hatten com a Farmer Fitzgibbons
- Lucille Bliss com a Sra. Fitzgibbons
- Joshua Lawrence com a Billy Fitzgibbons
- Charles Champlin, Dick Kleiner i Norbert Auerbach com a rates del consell

## Producció

### Antecedents
Els drets cinematogràfics del llibre Mrs. Frisby and the Rats of NIMH s'havien ofert a Walt Disney Productions el 1972, però van ser rebutjats.
The Secret of NIMH va ser el primer llargmetratge dirigit per Don Bluth. El 13 de setembre de 1979, Bluth, els seus companys d'animació Gary Goldman i John Pomeroy i vuit personal d'animació més van deixar el departament d'animació de llargmetratges de Disney per establir el seu propi estudi independent, Don Bluth Productions. L'estudi va treballar, al principi, fora de la casa i al garatge de Bluth, però es va traslladar a una instal·lació de dos pisos de 510 metres quadrats a Studio City (Califòrnia), alguns mesos després.
Mentre encara estaven treballant a Disney, van produir el curtmetratge de 27 minuts Banjo the Woodpile Cat com a projecte paralel per adquirir altres habilitats de producció que la companyia i el seu programa d'animació no abordaven. Bluth va demanar a Ron W. Miller, gendre de Walt Disney i president i conseller delegat de la companyia en aquell moment, que visualitzés "Banjo", però Miller va rebutjar. Tal com va recordar Goldman, "això va treure la catifa d'entusiasme de sota nostre. Esperàvem que a l'estudi li agradés el que estàvem fent i acceptés comprar la pel·lícula i ens permetés acabar el curtmetratge a l'estudi, cosa que ens permetria recuperar el que havíem gastat en termes de diners i les moltes hores que nosaltres i els altres membres de l'equip havíem invertit en la pel·lícula".
Abans de començar a fer Banjo, l'artista i escriptor d'històries Ken Anderson va llegir la Sra. Frisby and the Rats of NIMH, i la va considerar "una història meravellosa". Li va donar el llibre a Bluth perquè el llegís i en fes una pel·lícula després que Bluth acabés la direcció d'animació de Pete's Dragon. Més tard, Bluth va mostrar NIMH al director d'animació de Disney Wolfgang Reitherman, que va rebutjar les ofertes de Bluth per fer una pel·lícula basada en el llibre: "Ja tenim un ratolí [anomenat Mickey Mouse] i hem fet una pel·lícula de ratolins [anomenada Els rescatadors]". Tanmateix, Bluth també va presentar la novel·la a l'altre personal que més endavant treballaria per a Don Bluth Productions i a tots els va encantar. Dos mesos més tard, l'exexecutiu de Disney James L. Stewart, que ara havia iniciat Aurora Productions, va trucar Goldman i li va explicar la idea d'Anderson de fer una pel·lícula basada en NIMH. A petició de Bluth, Goldman i Pomeroy, Aurora Productions va adquirir els drets de la pel·lícula i va oferir a Don Bluth Productions un pressupost de 5,7 milions de dòlars EUA i 30 mesos per completar la pel·lícula, més ajustat en ambdós pressupostos i programa la majoria de les funcions d'animació de Disney del moment.

### Guió
"L'amulet era un dispositiu, o símbol, per representar el poder intern de la senyora Brisby. ... En molts aspectes, era una extensió de Mrs. Brisby ... una extensió visual d'un poder intern (i més difícil de mostrar en una pel·lícula)".
Un dels primers esborranys de la pel·lícula va ser escrit per Steven Barnes, que va rebre un crèdit de consultor creatiu en el producte final i estava més a prop de la novel·la original. La història s'hauria centrat més en les rates i el seu temps a NIMH com ho va fer al llibre, que es va reduir a un breu salt enrere en revisions posteriors per portar a la Sra. Brisby i la seva difícil situació al primer pla. També incloïa (del llibre) una rata femella anomenada Isabella (descrita com "una rata jove, simpàtica, una mica bocamolla i enamorada de Justin"), que finalment va quedar fora i gran part del seu diàleg es va donar a Nicodem. Una sinopsi revisada, datada el 2 de juliol de 1980, d'un autor no atribuït, aproparia la pel·lícula a la seva forma completa, que va acabar amb la misteriosa desaparició de les rates, fet que va portar els personatges i el públic a preguntar-se si realment van existir o eren només un il·lusió elaborada.
El mateix Bluth faria més tard diversos canvis a la història, sobretot amb l'addició d'elements místics no presents a la novel·la original. Va explicar que "respecte a la màgia, realment creiem que l'animació requereix una mica de màgia per donar-li una qualitat "fantàstica" especial". Això era més evident en l'amulet màgic que es va donar a la Sra. Brisby, que havia de ser una representació visual del poder intern del seu personatge, una cosa més difícil de mostrar a la pel·lícula. L'objecte també pretenia introduir un aspecte espiritual a la trama, amb el director comentant: "La pedra o l'amulet és només un mètode per fer saber al públic que la senyora Brisby ha trobat 'Coratge del cor'. Màgic? Pot ser. Espiritual? Sí". En la mateixa línia, Nicodem va ser convertit en un màgic per "crear més misteri" sobre ell mateix i sobre la colònia de rates.
Entre d'altres canvis, l'antagonista Jenner va rebre molt més protagonisme a la pel·lícula, essent només esmentada com a traïdora que se'n va al llibre, per "afegir dramatisme" a la narració donant-li un enemic més visible. Justin també succeeix ara a Nicodem com a líder de les rates per donar-li més arc al seu personatge i donar-li l'oportunitat de "créixer i canviar". A diferència de l'obra original, Justin no rescata la Sra. Brisby de la gàbia de la casa dels Fitzgibbons i ara ajuda els seus fills sense l'ajuda de les rates utilitzant l'amulet, centrant una vegada més la seva història personal. Com va dir Bluth, "The Secret of NIMH és realment una història sobre la senyora Brisby i la seva necessitat de salvar els seus fills. Si les rates salven els seus fills, aleshores no ha crescut a la pel·lícula".
Durant la producció de la pel·lícula, Aurora es va posar en contacte amb Wham-O, els fabricants de discos voladors Frisbee, amb la preocupació sobre possibles infraccions de marca registrada si el nom "Mrs. Frisby" del llibre original d'O'Brien s'utilitzava en el pel·lícula. Wham-O va rebutjar la sol·licitud d'Aurora d'exempció d'utilitzar el mateix nom que sonava al seu "Frisbee" a la pel·lícula. L'Aurora va informar a Bluth & company que el nom de la Sra. Frisby hauria de ser alterat. Aleshores, el treball de veu ja s'havia gravat per a la pel·lícula, de manera que el canvi de nom a "Mrs. Brisby" va requerir una combinació de re-enregistrament d'algunes línies i, com que John Carradine no estava disponible per a més gravacions, s'havia de fer una edició acurada del so interpretat, agafant el so "B" d'una altra paraula de les línies gravades de Carradine, i substituint el so "F" pel so "B", alterant el nom de "Frisby" a "Brisby".

### Càsting
Goldman va descriure el procés de càsting com a "emocionant, divertit i de vegades estrany". Va afirmar que centrar-se en les característiques de cada personatge, les veus i les habilitats d'actuació eren crucials, dient que l'ús de veus que s'afegien a la textura d'una pel·lícula formava part de la filosofia de l'equip en el desenvolupament d'una pel·lícula. Goldman va trobar que la decisió de càsting més estranya era Dom DeLuise per a Jeremy el Corb, que Goldman, Bluth i Pomeroy havien considerat després de veure la pel·lícula de 1978 De por també es mor. Elizabeth Hartman fou seleccionada com la Sra. Brisby, i Goldman va anomenar la seva actuació a A Patch of Blue "tan creïble i sincera que tots vam sentir que era adequada per al paper". Pomeroy suggereix que Derek Jacobi, que va protagonitzar la minisèrie de 1976 Jo, Claudi, interpreti el paper de Nicodem. Peter Strauss, a qui l'equip va veure anteriorment en una altra minisèrie de 1976, Rich Man, Poor Man, va ser elegit com Justin. Paul Shenar va ser assignat per interpretar a Jenner ja que al personal li agradava la seva "veu fosca i poderosa". L'actor shakespearià John Carradine era "perfecte per al gran mussol fosc i ominós", mentre que Aldo Ray va ser assignat per donar veu al reticent Sullivan de Jenner, de qui Goldman va dir que "també tenia una gran veu distintiva".

### Animació
La producció de The Secret of NIMH va durar des de gener de 1980 fins a principis de juny de 1982. L'estudi es va proposar amb l'objectiu explícit de retornar els llargmetratges d'animació a la seva "era daurada", concentrant-se en personatges i història forts i experimentant amb tècniques d'animació inusuals i sovint més laborioses. Bluth creia que les tècniques més antigues s'estaven abandonant a favor de costos de producció més baixos i l'única manera que l'animació podria sobreviure era continuar amb els mètodes de producció tradicional.
Entre les tècniques experimentades a The Secret of NIMH hi havia rotoscòpia, múltiples passades a la càmera per aconseguir ombres transparents, animació a contrallum (on mattes animades es filmen amb llum. que brillen a través de gels de color per produir zones brillants per a la llum artificial i els efectes de foc) i múltiples paletes de colors perquè els personatges s'adaptin a diferents situacions d'il·luminació, des de la llum del dia a la nit, passant per ambients càlids i sota l'aigua. Mrs. Brisby tenia 46 situacions d'il·luminació diferents; per tant, per a ella hi havia 46 paletes de colors diferents, o llistes de colors. També es van fabricar dues versions modernes i informatitzades de la càmera multiplà per a aquesta producció.
Per aconseguir l'animació completa detallada de la pel·lícula mantenint el pressupost ajustat, l'estudi es va esforçar per reduir al mínim la pèrdua de temps i recursos. La tripulació sovint treballava llargues hores sense cap recompensa econòmica immediata (tot i que se'ls va oferir una participació dels beneficis de la pel·lícula, una pràctica habitual per als productors, directors i estrelles de pel·lícules d'acció en directe, però mai abans ofert als artistes en un llargmetratge d'animació); El productor Gary Goldman va recordar que va treballar 110 hores a la setmana durant els últims sis mesos de producció. Al voltant d'un centenar d'empleats interns van treballar a la pel·lícula, amb la pintura de cel, que requereix molta mà d'obra, 45 persones treballant des de casa. Molts dels papers menors, inclòs el treball de veu incidental i de multitud, van ser ocupats pel personal intern. El cost final de la pel·lícula va ser de 6,385 milions de dòlars. Els productors, Bluth, Goldman i Pomeroy i els productors executius d'Aurora van hipotecar les seves cases col·lectivament per 700.000 dòlars per completar la pel·lícula, amb el benentès que la seva inversió seria la primera a ser reemborsada. La pel·lícula va ser el sisè llargmetratge d'animació que es va presentar al sistema de so Dolby Stereo.
En animar la lluita d'espases de Justin i Jenner, els animadors van fer referència a seqüències similars en pel·lícules com Les aventures de Robin Hood (1938) i Els víkings (1958).

## Música
The Secret of NIMH: Original Motion Picture Soundtrack conté cançons de la pel·lícula escrites per Jerry Goldsmith i interpretades per la National Philharmonic Orchestra.Una cançó, "Flying Dreams" va ser interpretada vocalment per Paul Williams i Sally Stevens. Va ser la primera composició de Goldsmith per a un llargmetratge d'animació, que va reconèixer que s'allunyava tant del seu treball habitual que al final va abordar el projecte com una partitura d'acció en viu, utilitzant el mateix tipus de temes ampliats i desenvolupament estructural. El que va dificultar el procés de gravació per a Goldsmith va ser que havia de posar música a escenes que estaven sense acabar: "Estava al telèfon constantment amb ells. El meu engany [còpia de la pel·lícula] era en blanc i negre, i portaven la seva còpia en color perquè jo la pogués veure. Contínuament anaven afegint imatges, i constantment era: "Què fem aquí?" i 'Què està passant aquí?'"
David M. Horton va dedicar un any al disseny de so de la pel·lícula, que va ser supervisat per Goldman. Goldman considerava l'obra sonora d'Horten la seva segona part preferida del procés de producció, recordant que alguns dels seus "esforços més bonics" havien de deixar pas als enregistraments de la música de Goldsmith: "Recordo haver escoltat l'orquestració de sons ambientals i efectes de so específics de David per a la seqüència de tractor de 8 minuts sense el senyal musical de Jerry. Va ser increïble. Però després, també ho va ser el senyal musical de 8 minuts de Jerry, segueix sent extremadament potent. Vam poder combinar molts dels sons de David, tractant-los com a part del orquestra. Va sortir genial, però no vaig poder evitar sentir empatia per David".
L'àlbum va ser llançat el 2 de juliol de 1982 en vinil i una reedició el 3 de març de 1995, en CD amb una llista de cançons reordenada. Intrada Records va publicar un àlbum d'edició limitada remasteritzada en CD el 17 d'agost de 2015, amb una peça inèdita ("At Your Service", amb 3:39) i tres demos de "Flying Dreams" (interpretada per Sally Stevens, Paul Williams i com a duet de piano) per un total de 10:09. Varese Sarabande va publicar la banda sonora en CD abans de la reedició de 1995 el 1986 amb l'art com a el mateix que de l'LP, però amb un fons negre i una disposició de la pista diferent.

## Estrena
Tim Hildebrandt va passar dues setmanes pintant el cartell promocional de The Secret of NIMH.
El distribuïdor de la pel·lícula, MGM/UA Entertainment Co., amb prou feines va fer cap promoció de la pel·lícula, la qual cosa va portar a Aurora a finançar la campanya publicitària. Els financers s'havien esperat que la pel·lícula s'estrenés en una estrena àmplia amb 1.000 assistents, però MGM va optar per un cap de setmana d'estrena limitat a 100 sales, amb la seva estrena més àmplia en només 700. Tot i que en competència amb la superproducció ET, l'extraterrestre dirigit pel futur soci de Bluth Steven Spielberg, va funcionar millor en aquells cinemes en la seva primera setmana que Poltergeist, Rocky 3, Firefox i Star Trek 2: La còlera del Khan. Tanmateix, com a resultat del seu llançament i competència amb altres estrenes d'estiu, NIMH va ser només un èxit moderat, recaptant prop de 14,7 milions de dòlars a Amèrica del Nord, tot i que va tenir més èxit en vídeos domèstics, cable i llançaments estrangers, i en última instància va obtenir beneficis.

### Mitjans domèstics
The Secret of NIMH va debutar en Super 8 i en diversos formats de vídeo casolà el 1983, inclosos VHS, Betamax, CED Videodisc, Video8 i LaserDisc, que van ser distribuïts per MGM/UA Home Video a Amèrica del Nord i Warner Home Video a Europa, Austràlia i Japó. També es va publicar una versió de Video 2000 exclusivament a Europa. Amb un preu de compra de 79 dòlars als Estats Units, l'edició VHS va vendre aproximadament 25.000 còpies durant els primers mesos.
El 6 de setembre de 1990, la pel·lícula es va tornar a estrenar tant en VHS com en LaserDisc en una nova campanya publicitària amb preus minoristes més baixos. Va ser aquesta nova àmplia disponibilitat en vídeo, així com les emissions per cable, la que va ajudar a NIMH a aconseguir un seguici de culte molt després del seu debut al cinema. Això va ser seguit per un altre llançament de VHS sota el segell MGM/UA Family Entertainment el 1994, juntament amb una versió Philips CD-i video disc aquest mateix any, que estava disponible exclusivament a través de Warner Home Video a tot el món.
La pel·lícula es va estrenar en DVD per primera vegada el 17 de novembre de 1998, que es va reimprimir nombroses vegades durant els anys següents, tant com a llançament independent com amb altres pel·lícules d'animació de MGM o 20th Century Fox. Don Bluth i Gary Goldman van supervisar més tard una restauració en alta definició de la pel·lícula, que es va estrenar el 19 de juny de 2007, en un conjunt de DVD de 2 discos anomenat "Family Fun Edition". Les millores en la transferència respecte al DVD de 1998 inclouen la correcció de color i l'eliminació de brutícia i pols i inclouen funcions especials com comentaris d'àudio d'ambdós individus i una funció d'entrevista. Una versió de Blu-ray va ser llançada el 29 de març de 2011, que va conservar les característiques especials de la "Family Fun Edition".

## Recepció

### Resposta crítica
The Secret of NIMH va rebre crítiques positives en el seu llançament. Té una puntuació d'aprovació del 93% a Rotten Tomatoes basada en 68 ressenyes, amb una puntuació mitjana de 7,50/10. El consens afirma: "The Secret of NIMH busca ressuscitar l'estil clàssic de l'animació estatunidenca i té èxit, explicant una història madura amb una presentació exaltada." La pel·lícula també té una mitjana ponderada de 76 sobre 100 a Metacritic basat en 15 ressenyes, que indica "crítiques generalment favorables".
Els crítics Gene Siskel i Roger Ebert van donar a la pel·lícula dos vots "sí" en un episodi del 15 de juliol de 1982 del seu programa de televisió Sneak Previews, afirmant que Don Bluth i el seu equip havia aconseguit el seu objectiu d'igualar l'animació d'alta qualitat de l'època d'apogeu de Disney alhora que incorporava una trama més profunda i una varietat d'escenaris més gran que altres pel·lícules d'animació recents. En la seva ressenya impresa per al Chicago Sun-Times, Ebert va donar la pel·lícula tres de quatre estrelles, titllant-lo d'"un èxit artístic", elogiant la qualitat de la seva animació i dient que "conté aquella raresa absoluta entre els dibuixos animats de llargmetratge, una premissa interessant". Ebert va trobar que NIMH pot no ressonar tan bé a nivell emocional amb els espectadors més joves, ja que "té tants personatges i els implica en tants problemes diferents amb els quals no hi ha ningú amb qui els nens de l'audiència s'identifiquin fermament." Siskel, escrivint per Chicago Tribune, va trobar la pel·lícula "encantadora", però va afirmar que la narració estava "lletrada amb massa personatges sense importància" i que Dom DeLuise "va introduir massa d'ell mateix" al personatge de Jeremy. Malgrat això, Siskel va trobar que la pel·lícula, especialment la segona meitat, era un "plaer genuí" i va considerar que fins i tot als adults els atreu a la història al final, donant-li tres estrelles de quatre.
Vincent Canby de The New York Times va assenyalar que l'animació de la pel·lícula va ser "una mica com un triomf tècnic i estilístic" en comparació amb la de l'època daurada de Disney, però va expressar consternació per la narració, trobant-la massa complicada i mancada d'un "personatge central fàcilment identificable". En la seva ressenya per la reedició de VHS de 1990, Jeff Unger d'Entertainment Weekly va atorgar a The Secret of NIMH el grau "A", anomenant-la "una meravellosa adaptació" del llibre original, i va afegir que "Bluth i els seus animadors, beneït siguin, van optar per reviure una forma d'art en perill d'extinció: l'animació detallada clàssicament. Van dibuixar els seus personatges de manera exquisida i els van donar personalitats individuals. Tot el conjunt (artistes, actors, animals i músics) va crear quelcom únic: la primera cursa de rates agradable del món". De manera semblant, Richard Corliss de la revista Time va anomenar la pel·lícula "una cosa preciosa per mirar".

### Nominacions i premis
The Secret of NIMH va guanyar la millor pel·lícula d'animació de 1982 a la 10a edició dels Premis Saturn, on també va rebre una nominació a la millor pel·lícula de fantasia, perdent davant The Dark Crystal. En el seu discurs d'acceptació, Bluth va comentar: "Gràcies. No creiem que ningú s'hagués adonat". La pel·lícula també va ser nominada a la millor pel·lícula familiar d'animació, musical o Fantasia als 4th Youth in Film Awards, sent superada per E.T. l’extraterrestre, mentre que el vídeo domèstic va rebre un Premi a l'Excel·lència del Film Advisory Board. El 2008, l'American Film Institute va nominar la pel·lícula per la seva Llista de les 10 millors pel·lícules d'animació.
| Premi               | Nominació                                                | Nominada           | Resultat  |
| ------------------- | -------------------------------------------------------- | ------------------ | --------- |
| Premi Saturn        | Millor pel·lícula d'animació                             | The Secret of NIMH | Guanyador |
| Premi Saturn        | Millor pel·lícula de fantasia                            | The Secret of NIMH | Nominat   |
| Premis Young Artist | Millor pel·lícula familiar: animació, musical o fantasia | The Secret of NIMH | Nominat   |

## Seqüela
El 22 de desembre de 1998 es va publicar una seqüela directa a vídeo dirigida per Dick Sebast i produïda per Metro-Goldwyn-Mayer Animation titulada The Secret of NIMH 2: Timmy to the Rescue. Ambientada diversos anys després dels esdeveniments de la primera pel·lícula, la trama se centra en el fill de la Sra. Brisby, Timothy, mentre lluita per estar a l'altura de la prestigiosa reputació del seu pare. A part de Dom DeLuise i Arthur Malet que van repetir els seus papers de Jeremy i Mr. Ages, respectivament, cap del repartiment de veu original va tornar a la pel·lícula. La pel·lícula es va fer sense l'aportació o la implicació de Don Bluth i va ser destrossada pels crítics i els fans quan es va estrenar.

## Remake d'acció en viu i sèrie de televisió
El 2009, Paramount Pictures estava treballant amb Neil Burger en un remake de The Secret of NIMH; no s'ha materialitzat res des d'aleshores.
El març de 2015, MGM va tornar a adquirir els drets per produir una nova pel·lícula basada en la novel·la original Mrs. Frisby and the Rats of NIMH. La pel·lícula serà produïda per l'equip de Daniel Bobker i Ehren Kruger, amb el guió de l'escriptor de la sèrie Ice Age Michael Berg. Serà el debut com a director de James Madigan. Està previst com a híbrid CGI/imatge real a l'estil de pel·lícules com Els barrufets i Alvin and the Chipmunks, i serà "una història d'origen en la qual el ratolí en perill protagonista es fa amic d'una còmica tripulació de rates de laboratori que es tornen hiper-intel·ligents. S'escapen d'un laboratori secret i es converteixen en les grans ments de la civilització de les bestioles, obligades a enganyar els humans". L'estudi té previst convertir la novel·la en una franquícia familiar.
Es va anunciar que els germans Russo seran productors executius del remake a partir d'abril de 2019.
El setembre de 2021 era en desenvolupament una sèrie de televisió basada en els llibres a Fox.